# تقويم تكويني
التقييم التكويني

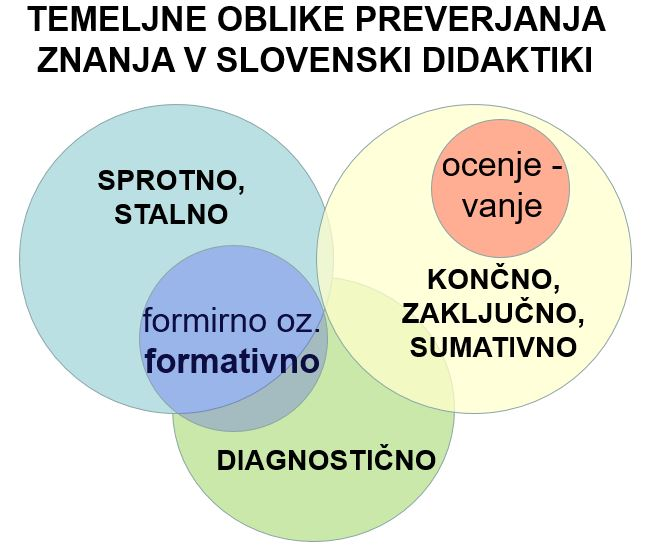

هو عملية تقييمية منهجية منظمة تحدث أثناء التدريس بهدف مساعدة المعلم والطالب لتحسين عملية التعلم ومعرفة مدى تقدم الطالب .
العملية تدخل ضمن التيار البنائي في التعليم. هذا التقييم يرتكز على:
- تحديد مقاييس تقييمية حيث يكون المتعلم مدركا لمدى تقدمه وما تبقي له من المشوار.
- مفهوم تعلم من الخطأ : حيث أن ارتكاب الخطأ هو شيء يفيد المتعلم وجزء من العملية التعليمية.[2]

## تعريف
- التقويم التكويني هو استنباط أدلة حول تحصيل الطلاب وتفسيرها واستخدامها من قبل المعلمين أو المتعلمين أو أقرانهم، لإتخاذ قرارات حول الخطوات التالية في في عملية التعليم.[3]

- التقويم التكويني هو مجموعة من إجراءات التقييم الرسمية وغير الرسمية التي يجريها المعلمون أثناء عملية التعلم من أجل تعديل أنشطة التعليم والتعلم لتحسين تحصيل الطلاب.[4]

## أصل المصطلح
صاغ مايكل سكريفن مصطلح التقويم التكويني والاختبار التحصيلي في عام 1967، وشدد على الاختلافات بينهما من حيث أهداف المعلومات التي يبحثون عنها وكيفية استخدامها.قام سكريفن في التقييم التكويني بتجميع معلومات لتقييم فعالية المناهج وتوجيه خيارات النظام المدرسي فيما يتعلق بالمنهج الواجب اعتماده وكيفية تحسينه. وكذلك تناول بنجامين بلوم هذا المصطلح في عام 1968 في كتاب «تعلم لإتقانها» للنظر في التقييم التكويني كأداة لتحسين عملية التعلم والتعلم للطلاب.
اقترح بلاك وويليام أن هذا التعريفات للتقويم التكويني مقيد للغاية، حيث يمكن استخدام التقييمات التكوينية لتقديم دليل على أن مسار العمل المقصود كان مناسبًا بالفعل. واقترح التالي:
تعتبر الممارسة في الفصل الدراسي عملية تكوينية إلى الحد الذي يتم فيه استنباط أدلة حول تحصيل الطلاب وتفسيرها واستخدامها من قبل المعلمين أو المتعلمين أو أقرانهم، لاتخاذ قرارات حول الخطوات التالية في التعليمات التي يحتمل أن تكون أفضل، أو أفضل تأسيسًا، من القرارات التي كان يمكن أن يتخذوها في غياب الأدلة التي تم الحصول عليها.

## الأساس التقويمي
التقييم التكويني يخدم عدة أغراض منها التالي:
- تقديم ملاحظات للمدرسين لتعديل أنشطة التعلم والتجارب اللاحقة.
- تحديد ومعالجة أوجه القصور الفردية أو الجماعية لدى التلاميذ.
- نقل التركيز بعيداً عن تحقيق الدرجات والعمليات التعليمية، من أجل زيادة الكفاءة الذاتية وتقليل التأثير السلبي للحافز الخارجي.
- تحسين وعي الطلاب.

ملاحظة:«التقييم المتكرر والمستمر يسمح بضبط التعليمات وتركيز الطلاب على التقدم.»

### خصائص التقويم التكويني
وفقا لهارلين وجيمس (1997)، التقييم التكويني: هو في جوهره إيجابي كما أنه موجه نحو تعزيز التعلم؛ هو إذن جزء من التعليم.
يأخذ في الاعتبار التقدم الكل فرد، والجهد المبذول والجوانب الأخرى للتعلم التي قد تكون غير محددة في المناهج الدراسية؛ بمعنى آخر، ليس محسوبًا بالمعايير فقط؛ لذلك يجب الأخذ بعين الاعتبار عدة حالات يتم فيها استخدام بعض المهارات والأفكار وسيكون هناك تناقض بالإضافة إلى أنماط السلوك؛ هذه التناقضات ستكون «خطأً» في التقييم التجميعي، ولكن في التقييم التكويني، فإنها توفر معلومات تشخيصية؛
يتطلب التقويم التكويني أن يكون للتلاميذ دور مركزي فيه؛ فيجب على التلاميذ أن يكونوا ناشطين في تعلمهم (لا يستطيع المعلمون تعليمهم) وأن يفهموا نقاط قوتهم وضعفهم، وكيف يمكنهم التعامل معهم، لكي يستطيع التلاميذ التغلب على هذه النقاط.
التغذية الراجعة هي الوظيفة المركزية للتقييم التكويني. وعادةً ما ينطوي ذلك على التركيز على المحتوى التفصيلي لما يتم تعلمه، بدلاً من مجرد اختبار درجة أو قياس آخر لمدى تقصير الطالب عن المستوى المتوقع.

### مبادئ التقويم التكويني
- يوضح ما هو الأداء الجيد (الأهداف، المعايير، المعايير المتوقعة).
- يسهل تطوير التقييم الذاتي في التعلم.
- يقدم معلومات عالية الجودة للطلاب حول تعلمهم.
- ويشجع الحوار بين المدرسين والأقران حول التعلم؛

ويشجع المعتقدات التحفيزية الإيجابية واحترام الذات.
- يوفر فرصًا لسد الفجوة بين الأداء الحالي والأداء المرغوب.
- يوفر معلومات للمعلمين يمكن استخدامها للمساعدة في تشكيل التدريس.

#### فوائد التقويم التكويني للطلاب
- يكون الطلاب أكثر تحفيزًا للتعلم.
- يتحمل الطلاب مسؤولية تعلمهم الخاص.

"يمكن للطلاب أن يصبحوا مستخدمين للتقييم إلى جانب المعلم.
- يتعلم الطلاب مهارات مدى الحياة قيمة مثل التقييم الذاتي، وتحديد الأهداف.
- يصبح الطلاب أكثر مهارة في التقييم الذاتي.